# Swetlana Sacharowa (Skilangläuferin)
Swetlana Sacharowa (russisch Светлана Сахарова) ist eine ehemalige sowjetische Skilangläuferin.
Sacharowa gewann bei den Juniorenweltmeisterschaften 1983 in Kuopio die Bronzemedaille mit der Staffel und die Goldmedaille über 5 km. Im Dezember 1984 holte sie in Val di Sole mit dem 14. Platz über 5 km ihre einzigen Weltcuppunkte und erreichte damit den 46. Platz im Gesamtweltcup. Bei den Juniorenweltmeisterschaften 1985 in Täsch wurde sie Neunte über 10 km und gewann mit der Staffel die Goldmedaille.